# Jörg Heinrich
Jörg Heinrich (Rathenow, 6 dicembre 1969) è un allenatore di calcio, dirigente sportivo ed ex calciatore tedesco.

## Carriera

### Club

#### Inizi
Comincia la sua carriera militando per quattro anni, di cui tre in terza divisione, in prima squadra con gli amatori del Kickers Emden.

#### SC Friburgo
Nell'estate 1994 viene comprato dal Friburgo e comincia la carriera professionistica. Debutta in Bundesliga il 20 agosto 1994 entrando nel secondo tempo nella partita, poi persa per 0-2, in casa del Karlsruher SC. Successivamente diventa titolare e disputa 33 partite (condite da 7 reti) e contribuisce in modo significativo alla conquista del sorprendente terzo posto del club nella stagione 1994-1995. In tutto ha giocato 41 partite segnando i già citati sette gol.

#### Borussia Dortmund
Nel gennaio 1996 viene ceduto al Borussia Dortmund e nella stessa stagione vince il campionato con la sua nuova squadra. È una presenza fissa nella formazione (64 partite su 68 giocate in Bundesliga con la maglia giallo-nera) e contribuisce alle vittorie della squadra con undici gol in totale. Nel 1997 vince, sempre con il Borussia, la Champions League battendo in finale la Juventus 3-1.

#### Fiorentina
Nell'estate 1998 Heinrich viene acquistato dalla Fiorentina e in due stagioni gioca 87 partite segnando cinque reti. A Firenze si è guadagnato la stima dei tifosi che lo chiamavano l'ispettore Heinrich, per la sua capacità di risolvere le partite nei minuti finali spesso con assist decisivi.

#### Il ritorno al Borussia Dortmund
Nella sessione di calciomercato del 2000 fa ritorno al Borussia Dortmund ma solo nella prima stagione è una presenza fissa nella formazione. Nel 2002 vince il titolo nazionale arrivando in finale di Coppa UEFA e partecipa alla Champions League 2003. Tra il 2000 e il 2003 Heinrich gioca 63 partite in Bundesliga segnando 7 reti.

#### Colonia
Nell'estate 2003 approda al Colonia per concludere la sua carriera; nella sua ultima stagione professionistica gioca 20 partite: curioso il fatto che l'ultimo match da lui giocato sia stato disputato contro il Friburgo, il suo primo club professionistico.

#### Squadre amatoriali
Dopo essersi ritirato dal calcio professionistico tenta l'avventura nell'estate 2004 con il Ludwigsfelder FC giocando una stagione in NOFV-Oberliga e una stagione e mezza con l'1. FC Union Berlino prima di passare come direttore sportivo proprio nella compagine berlinese.

### Nazionale
Heinrich ha militato anche nella sua Nazionale, giocando dal 1995 al 2002 37 partite e mettendo a segno 2 reti. Con la nazionale tedesca ha disputato il campionato del mondo 1998 e la FIFA Confederations Cup 1999.

## Statistiche

### Cronologia presenze e reti in nazionale
| Cronologia completa delle presenze e delle reti in nazionale ― Germania | Cronologia completa delle presenze e delle reti in nazionale ― Germania | Cronologia completa delle presenze e delle reti in nazionale ― Germania | Cronologia completa delle presenze e delle reti in nazionale ― Germania | Cronologia completa delle presenze e delle reti in nazionale ― Germania | Cronologia completa delle presenze e delle reti in nazionale ― Germania | Cronologia completa delle presenze e delle reti in nazionale ― Germania | Cronologia completa delle presenze e delle reti in nazionale ― Germania |
| Data                                                                    | Città                                                                   | In casa                                                                 | Risultato                                                               | Ospiti                                                                  | Competizione                                                            | Reti                                                                    | Note                                                                    |
| ----------------------------------------------------------------------- | ----------------------------------------------------------------------- | ----------------------------------------------------------------------- | ----------------------------------------------------------------------- | ----------------------------------------------------------------------- | ----------------------------------------------------------------------- | ----------------------------------------------------------------------- | ----------------------------------------------------------------------- |
| 21-6-1995                                                               | Zurigo                                                                  | Italia                                                                  | 0 – 2                                                                   | Germania                                                                | Torneo del Centenario della Federazione Svizzera                        | -                                                                       |                                                                         |
| 23-8-1995                                                               | Bruxelles                                                               | Belgio                                                                  | 1 – 2                                                                   | Germania                                                                | Amichevole                                                              | -                                                                       |                                                                         |
| 26-2-1997                                                               | Tel-Aviv                                                                | Israele                                                                 | 0 – 1                                                                   | Germania                                                                | Amichevole                                                              | -                                                                       | 90’                                                                     |
| 2-4-1997                                                                | Scutari                                                                 | Albania                                                                 | 2 – 3                                                                   | Germania                                                                | Qual. Mondiali 1998                                                     | -                                                                       | 61’                                                                     |
| 30-4-1997                                                               | Brema                                                                   | Germania                                                                | 2 – 0                                                                   | Ucraina                                                                 | Qual. Mondiali 1998                                                     | -                                                                       |                                                                         |
| 7-6-1997                                                                | Kiev                                                                    | Ucraina                                                                 | 0 – 0                                                                   | Germania                                                                | Qual. Mondiali 1998                                                     | -                                                                       |                                                                         |
| 20-8-1997                                                               | Belfast                                                                 | Irlanda del Nord                                                        | 1 – 3                                                                   | Germania                                                                | Qual. Mondiali 1998                                                     | -                                                                       |                                                                         |
| 6-9-1997                                                                | Berlino                                                                 | Germania                                                                | 1 – 1                                                                   | Portogallo                                                              | Qual. Mondiali 1998                                                     | -                                                                       | 79’                                                                     |
| 10-9-1997                                                               | Dortmund                                                                | Germania                                                                | 4 – 0                                                                   | Armenia                                                                 | Qual. Mondiali 1998                                                     | -                                                                       |                                                                         |
| 11-10-1997                                                              | Hannover                                                                | Germania                                                                | 4 – 3                                                                   | Albania                                                                 | Qual. Mondiali 1998                                                     | -                                                                       |                                                                         |
| 15-11-1997                                                              | Düsseldorf                                                              | Germania                                                                | 3 – 0                                                                   | Sudafrica                                                               | Amichevole                                                              | 1                                                                       | 46’ 89’                                                                 |
| 18-2-1998                                                               | Mascate                                                                 | Oman                                                                    | 0 – 2                                                                   | Germania                                                                | Amichevole                                                              | 1                                                                       |                                                                         |
| 25-3-1998                                                               | Stoccarda                                                               | Germania                                                                | 1 – 2                                                                   | Brasile                                                                 | Amichevole                                                              | -                                                                       |                                                                         |
| 27-5-1998                                                               | Helsinki                                                                | Finlandia                                                               | 0 – 0                                                                   | Germania                                                                | Amichevole                                                              | -                                                                       | 68’                                                                     |
| 5-6-1998                                                                | Mannheim                                                                | Germania                                                                | 7 – 0                                                                   | Lussemburgo                                                             | Amichevole                                                              | -                                                                       |                                                                         |
| 15-6-1998                                                               | Parigi                                                                  | Germania                                                                | 2 – 0                                                                   | Stati Uniti                                                             | Mondiali 1998 - 1º turno                                                | -                                                                       | 84’                                                                     |
| 21-6-1998                                                               | Lens                                                                    | Germania                                                                | 2 – 2                                                                   | Jugoslavia                                                              | Mondiali 1998 - 1º turno                                                | -                                                                       |                                                                         |
| 25-6-1998                                                               | Montpellier                                                             | Germania                                                                | 2 – 0                                                                   | Iran                                                                    | Mondiali 1998 - 1º turno                                                | -                                                                       |                                                                         |
| 29-6-1998                                                               | Montpellier                                                             | Germania                                                                | 2 – 1                                                                   | Messico                                                                 | Mondiali 1998 - Ottavi di finale                                        | -                                                                       | 58’                                                                     |
| 4-7-1998                                                                | Lione                                                                   | Germania                                                                | 0 – 3                                                                   | Croazia                                                                 | Mondiali 1998 - Quarti di finale                                        | -                                                                       | 18’                                                                     |
| 2-9-1998                                                                | Ta' Qali                                                                | Malta                                                                   | 1 – 2                                                                   | Germania                                                                | Amichevole                                                              | -                                                                       | 46’                                                                     |
| 10-10-1998                                                              | Bursa                                                                   | Turchia                                                                 | 1 – 0                                                                   | Germania                                                                | Qual. Euro 2000                                                         | -                                                                       | 76’                                                                     |
| 18-11-1998                                                              | Gelsenkirchen                                                           | Germania                                                                | 1 – 1                                                                   | Paesi Bassi                                                             | Amichevole                                                              | -                                                                       |                                                                         |
| 27-3-1999                                                               | Belfast                                                                 | Irlanda del Nord                                                        | 0 – 3                                                                   | Germania                                                                | Qual. Euro 2000                                                         | -                                                                       |                                                                         |
| 31-3-1999                                                               | Norimberga                                                              | Germania                                                                | 2 – 0                                                                   | Finlandia                                                               | Qual. Euro 2000                                                         | -                                                                       |                                                                         |
| 28-4-1999                                                               | Brema                                                                   | Germania                                                                | 0 – 1                                                                   | Scozia                                                                  | Amichevole                                                              | -                                                                       |                                                                         |
| 4-6-1999                                                                | Leverkusen                                                              | Germania                                                                | 6 – 1                                                                   | Moldavia                                                                | Qual. Euro 2000                                                         | -                                                                       |                                                                         |
| 24-7-1999                                                               | Guadalajara                                                             | Brasile                                                                 | 4 – 0                                                                   | Germania                                                                | Conf. Cup 1999 - 1º turno                                               | -                                                                       | 73’                                                                     |
| 28-7-1999                                                               | Guadalajara                                                             | Germania                                                                | 2 – 0                                                                   | Nuova Zelanda                                                           | Conf. Cup 1999 - 1º turno                                               | -                                                                       |                                                                         |
| 30-7-1999                                                               | Guadalajara                                                             | Stati Uniti                                                             | 2 – 0                                                                   | Germania                                                                | Conf. Cup 1999 - 1º turno                                               | -                                                                       | 41’                                                                     |
| 16-8-2000                                                               | Hannover                                                                | Germania                                                                | 4 – 1                                                                   | Spagna                                                                  | Amichevole                                                              | -                                                                       | 67’                                                                     |
| 2-9-2000                                                                | Amburgo                                                                 | Germania                                                                | 2 – 0                                                                   | Grecia                                                                  | Qual. Mondiali 2002                                                     | -                                                                       | 38’ 46’                                                                 |
| 15-11-2000                                                              | Copenaghen                                                              | Danimarca                                                               | 2 – 1                                                                   | Germania                                                                | Amichevole                                                              | -                                                                       | 23’ 46’                                                                 |
| 28-3-2001                                                               | Amarousio                                                               | Grecia                                                                  | 2 – 4                                                                   | Germania                                                                | Qual. Mondiali 2002                                                     | -                                                                       |                                                                         |
| 27-3-2002                                                               | Rostock                                                                 | Germania                                                                | 4 – 2                                                                   | Stati Uniti                                                             | Amichevole                                                              | -                                                                       | 69’                                                                     |
| 14-5-2002                                                               | Cardiff                                                                 | Galles                                                                  | 1 – 0                                                                   | Germania                                                                | Amichevole                                                              | -                                                                       | Ammonizione                                                             |
| 18-5-2002                                                               | Leverkusen                                                              | Germania                                                                | 6 – 2                                                                   | Austria                                                                 | Amichevole                                                              | -                                                                       | 46’                                                                     |
| Totale                                                                  |                                                                         | Presenze                                                                | 37                                                                      |                                                                         | Reti                                                                    | 2                                                                       |                                                                         |

## Palmarès

### Club

#### Competizioni nazionali
- Campionato tedesco: 2

Borussia Dortmund: 1995-1996, 2001-2002
- Supercoppa di Germania: 1

Borussia Dortmund: 1996

#### Competizioni internazionali
- UEFA Champions League: 1

Borussia Dortmund: 1996-1997
- Coppa Intercontinentale: 1

Borussia Dortmund: 1997